# Маевский, Дмитрий Иванович
Дмитрий Иванович Маевский (17 мая 1917, Петроград — 23 июля 1992, Санкт-Петербург) — советский художник, живописец, пейзажист, член Санкт-Петербургского Союза художников (до 1992 года — Ленинградской организации Союза художников РСФСР).

## Биография
Отец Иван Антонович Маевский был служащим, мать Лидия Антоновна Ковалевская занималась домашним хозяйством. Детство и юность художника прошли в старинном русском городе Ржеве. Здесь в 1930 году Дмитрий Маевский окончил школу—семилетку, затем профтехшколу. Увлечение рисованием привело его в студию художника Шведова, где Маевский получил первые навыки рисунка и живописи.
В 1933 году приехал в Ленинград для продолжения учёбы. В 1933—1935 годах окончил два курса индустриального техникума, параллельно готовясь к поступлению в Академию Художеств. В 1935 году успешно сдал вступительные экзамены на живописное отделение ЛИЖСА, но не был зачислен из-за отсутствия вакантных мест вследствие реорганизации института.
Устроился художником на кинофабрику, затем работал в товариществе художников Ленизо. Одновременно в 1937—1939 годах посещал занятия рисунком и живописью в изостудии Дворца Культуры имени С. М. Кирова, которой руководили Исаак Бродский и Михаил Копейкин. В 1938 году женился на Чистяковой Валентине Николаевне. В 1939 году у них родилась дочь Людмила.
В 1939 призван в Красную Армию, участвовал в Финской компании и Великой Отечественной войне. Награждён медалью «За победу над Германией». После демобилизации в 1946 году вернулся к работе в Ленизо. С 1949 года работал по договорам с Художественным фондом. Одновременно восстанавливал утраченные за годы войны творческие навыки. В 1946—1949 годах занимался в студии художника П. Д. Бучкина, в 1952—1953 годах — в студии художника А. И. Харшака.
С 1953 года много работал с художником Н. Е. Тимковым, учеником И. И. Бродского по Академии художеств, выезжая с ним на сбор этюдного материала на Дон, Украину, а также в Рождествено и Выру под Ленинградом. Помимо исполнения заказных картин много работал творчески в жанре пейзажа, портрета, тематической композиции.

## Творчество
Впервые участвовал в выставке в 1939 году. С середины 1950-х он уже постоянный участник выставок, экспонировавший свои работы вместе с произведениями ведущих мастеров изобразительного искусства Ленинграда. Наибольшую известность получил как мастер портрета и лирического пейзажа. В 1955 Маевского принимают в члены Ленинградского Союза советских художников. Представление о живописной манере 1950-х — первой половины 1960-х годов дают показанные на выставках работы Украинский дворик (1954), «Проталины» (1955), «Сараи» (1956), «Новая школа», «Суда» (обе 1957), «Домны», «Заводской дворик», «Нижний Тагил» (все 1958), «Ижорский завод» (1959), «Прокатчик» (1960), «Повеяло весной», «Портрет В. А. Горюнова» (1961), «Голубые тени» (1962), «За чтением», «Морозный день», «Распогодилось» (все 1963), «Портрет старого большевика Т. А. Андреева», «Зоя — комсомолка совхоза им. Дзержинского» (обе 1964) и другие. Индивидуальную манеру художника отличают приверженность традициям тональной живописи и натурному письму, сдержанный мягкий колорит с преобладанием зеленых, голубых и охристых тонов, мастерское владение пленэром, несколько обобщенный рисунок.
С середины 1960-х Маевский подолгу жил и работал в деревне Подол Тверской области, в окрестностях Академической дачи, где создает большинство произведений этого периода. Расцвет его творчества приходится на период с конца 1950-х по середину 1970—х годов. Художник продолжает работать над портретами ветеранов войны, передовых рабочих и колхозников. И хотя здесь им достигнуты немалые успехи, этот жанр и работа над заказами все чаще воспринимаются им как неизбежная дань за возможность заниматься настоящим творчеством. А здесь его все более привлекает пейзаж средней полосы России с высоким небом и необъятными просторами полей, уходящими за горизонт лесными далями, деревенской околицей, мартовским солнцем и красками осени. Природа в его картинах исполнена сдержанной красоты и достоинства, живописный язык точен и деликатен, это позволяет создавать по-настоящему лирические образы. Эта раздвоенность, ставшая приметой времени и характерная для многих художников, будет сопровождать творчество Дмитрия Маевского вплоть до 1980-х годов, найдя своё отражение в показанных на выставках произведениях: «Апрель» (1968), «Летний день в Подоле» (1970), «Портрет А. А. Кукина, ветерана Великой Отечественной войны» (1971), "Портрет И. М. Носова, полевода совхоза «Пролетарий» (1972), "Портрет П. А. Гринева, рабочего сельскохозяйственной артели «Пролетарий» (1973), «Поля и перелески», «Портрет тракториста совхоза „Пролетарий“ Б. И. Филяева», «Бригадир совхоза „Пролетарий“ Вера Диева» (1975), «Холодный май» (1976), «Совхоз „Пролетариат“. Портрет тракториста А. Хрусталева», «Мартовское солнце» (обе 1977), «Солнечный май» (1978), «Деревня Подол» (1980) и других.
Позднее творчество художника по-прежнему связано с тверской землей, здесь он проводил большую часть времени. Произведения этого периода отличает более сдержанная гамма, меняется их настроение. Все чаще это оттенки легкой грусти. Образы приобретают большую обобщенность, рисунок становится лаконичнее, композиция более строгой и выражающей авторский замысел.
Все, что делалось Дмитрием Маевским в пейзажной живописи, было исключительно искренним, глубоко прочувствованным, чуждым малейшего намека на внешние эффекты, игру, подражание. Неяркая, неброская красота русской природы была понятна и передана им как мало кем из художников. Особенно волновала его пора весеннего пробуждения: первое весеннее солнце, первое тепло, первая зелень, последний снег.
В 1970—1980 годах произведения Дмитрия Маевского были представлены на выставках современного советского искусства в Японии в галерее Гикоссо, позднее с 1990 года на выставках и аукционах русской живописи во Франции, США, Италии, Англии, где его творчество приобрело своих почитателей.
Скончался 23 июля 1992 года в Санкт-Петербурге на 76-м году жизни.
Произведения Д. И. Маевского находятся в художественных музеях России, в многочисленных частных собраниях в России, США, Финляндии, Франции, Японии и других странах.

## Выставки
- 1955 год (Ленинград): Весенняя выставка произведений ленинградских художников 1955 года.
- 1956 год (Ленинград): Осенняя выставка произведений ленинградских художников 1956 года.
- 1957 год (Ленинград): 1917 - 1957. Юбилейная выставка произведений ленинградских художников 1957 года.
- 1958 год (Ленинград): Осенняя выставка произведений ленинградских художников 1958 года.
- 1960 год (Ленинград): Выставка произведений ленинградских художников 1960 года в залах ЛОСХ.
- 1960 год (Ленинград): Выставка произведений ленинградских художников 1960 года в Государственном Русском музее.
- 1961 год (Ленинград): Выставка произведений ленинградских художников 1961 года.
- 1964 год (Ленинград): Ленинград. Зональная выставка произведений ленинградских художников 1964 года.
- 1965 год (Ленинград): Весенняя выставка произведений ленинградских художников 1965 года.
- 1965 год (Москва): «Советская Россия». Вторая Республиканская художественная выставка 1965 года.
- 1968 год (Ленинград): Осенняя выставка произведений ленинградских художников 1968 года.
- 1969 год (Ленинград): Весенняя выставка произведений ленинградских художников 1969 года.
- 1971 год (Ленинград): Наш современник. Каталог выставки произведений ленинградских художников 1971 года.
- 1972 год (Ленинград): По Родной стране. Выставка произведений ленинградских художников 1972 года.
- 1972 год (Ленинград): Наш современник. Вторая выставка произведений ленинградских художников 1972 года.
- 1973 год (Ленинград): Наш современник. Третья выставка произведений ленинградских художников 1973 года.
- 1975 год (Ленинград): Наш современник. Зональная выставка произведений ленинградских художников 1975 года.
- 1976 год (Ленинград): Портрет современника. Пятая выставка произведений ленинградских художников 1976 года.
- 1976 год (Москва): Изобразительное искусство Ленинграда. Ретроспективная выставка произведений ленинградских художников.
- 1977 год (Ленинград): Выставка произведений ленинградских художников 1977 года, посвященная 60-летию Великого Октября.
- 1978 год (Ленинград): Осенняя выставка произведений ленинградских художников 1978 года.
- 1979 год (Ленинград): Выставка произведений художников - ветеранов Великой Отечественной войны.
- 1981 год (Ленинград): Выставка произведений художников - ветеранов Великой Отечественной войны.
- 1984 год (Ленинград): Подвигу Ленинграда посвящается. Выставка произведений ленинградских художников, посвященная 40-летию полного освобождения Ленинграда от вражеской блокады.
- 1985 год (Ленинград): 40 лет Великой победы. Выставка произведений художников - ветеранов Великой Отечественной войны.
- 1987 год (Ленинград): Выставка произведений художников - ветеранов Великой Отечественной войны.
- 1993 год (Петербург): Выставка произведений художников - участников Великой Отечественной войны Санкт-Петербургского Союза художников России.
- 1994 год (Санкт-Петербург): Выставка «Ленинградские художники. Живопись 1950-1980 годов» в залах Санкт-Петербургского Союза художников.
- 1994 год (Санкт-Петербург): Выставка «Этюд в творчестве ленинградских художников 1940-1980 годов» в Мемориальном музее Н. А. Некрасова.
- 1995 года (Санкт-Петербург): Выставка «Лирика в произведениях художников военного поколения. Живопись. Графика» в Мемориальном музее Н. А. Некрасова.
- 1996 год (Санкт-Петербург): Выставка «Живопись 1940-1990 годов. Ленинградская школа» в Мемориальном музее Н. А. Некрасова.